# Ordini di grandezza (densità)
Questa tabella confronta i vari ordini di grandezza della densità di vari corpi.
| Ordine di grandezza | Prefisso SI    | Densità dell'esempio             | Esempio                                                                                                 |
| ------------------- | -------------- | -------------------------------- | --- |
| 10−27 kg/m³         | 1 yg/m³        | 10−27 kg/m³                      | valore molto approssimativo della densità dell'universo osservabile                                     |
| 10−24 kg/m³         | 1 zg/m³        |                                  | |
| 10−22 kg/m³         | 100 zg/m³      | 10−22 kg/m³                      | Probabilmente la più bassa densità fino ad ora osservata in un braccio di una galassia a spirale        |
| 10−21 kg/m³         | 1 ag/m³        |                                  | |
| 10−20 kg/m³         |                |                                  | |
| 10−19 kg/m³         |                |                                  | |
| 10−18 kg/m³         | 1 fg/m³        | 10−18 kg/m³                      | Densità dello spazio al centro della Via Lattea                                                         |
| 10−17 kg/m³         | 10 fg/m³       | 10−17 kg/m³                      | Miglior vuoto spinto fino ad ora ottenuto in laboratorio (1,3 nPa)                                      |
| 10−16 kg/m³         |                |                                  | |
| 10−15 kg/m³         | 1 pg/m³        |                                  | |
| 10−14 kg/m³         |                |                                  | |
| 10−13 kg/m³         |                |                                  | |
| 10−12 kg/m³         | 1 ng/m³        |                                  | |
| 10−11 kg/m³         |                |                                  | |
| 10−10 kg/m³         |                |                                  | |
| 10−9 kg/m³          | 1 μg/m³        |                                  | |
| 10−8 kg/m³          |                |                                  | |
| 10−7 kg/m³          |                |                                  | |
| 10−6 kg/m³          | 1 mg/m³        |                                  | |
| 10−5 kg/m³          |                | 1,34 × 10−5 kg/m³                | Densità dell'atmosfera della Terra a 82 km di altitudine                                                |
| 10−4 kg/m³          |                | 1,09 × 10−4 kg/m³                | Densità dell'atmosfera della Terra a 68 km di altitudine                                                |
| 10−3 kg/m³          | 1 g/m³         | 1 g/m³                           | Densità minima ottenuta con una normale pompa meccanica                                                 |
| 10−2 kg/m³          | 10 g/m³        | 1,35 × 10−2 kg/m³                | Densità dell'atmosfera della Terra a 32 km di altitudine                                                |
| 10−2 kg/m³          | 10 g/m³        | 90 g/m³                          | Densità dell'Idrogeno gassoso, la sostanza meno densa in condizioni standard di pressione e temperatura |
| 10−1 kg/m³          |                | 1,66 × 10−2 kg/m³                | Densità dell'atmosfera della Terra a 16 km di altitudine                                                |
| 1 kg/m³             | 1 kg/m³        | 1,48 kg/m³                       | Densità dell'atmosfera della Terra a livello del mare                                                   |
| 1 kg/m³             | 1 kg/m³        | 3 kg/m³                          | Densità media dell'aerogel                                                                              |
| 101 kg/m³           |                |                                  | |
| 102 kg/m³           |                | 945 kg/m³                        | Densità media di un corpo umano dopo un'inspirazione                                                    |
| 102 kg/m³           | 985 kg/m³      | Densità media di un corpo umano. | |
| 103 kg/m³           | 1 Mg/m³ 1 t/m³ | 1000 kg/m³                       | acqua alla temperatura di 4 °C                                                                          |
| 103 kg/m³           | 1 Mg/m³ 1 t/m³ | 1025 kg/m³                       | Densità media di un corpo umano dopo un'espirazione                                                     |
| 104 kg/m³           | 10 000 kg/m³   | 10 490 kg/m³                     | Densità dell'argento                                                                                    |
| 104 kg/m³           | 10 000 kg/m³   | 11 340 kg/m³                     | Densità del piombo                                                                                      |
| 104 kg/m³           | 10 000 kg/m³   | 22 610 kg/m³                     | Densità dell'osmio, la più densa sostanza conosciuta in condizioni normali                              |
| 105 kg/m³           |                | 150 000 kg/m³                    | Densità del nucleo del Sole                                                                             |
| 106 kg/m³           | 1 Gg/m³        |                                  | |
| 107 kg/m³           |                |                                  | |
| 108 kg/m³           |                |                                  | |
| 109 kg/m³           | 1 Tg/m³        |                                  | Densità di una nana bianca                                                                              |
| 10 kg/m³            |                |                                  | |
| 1011 kg/m³          |                |                                  | |
| 1012 kg/m³          | 1 Pg/m³        |                                  | |
| 1013 kg/m³          | 1013 kg/m³     | 2×1013 kg/m³                     | Densità approssimativa dell'universo alla fine dell'epoca elettrodebole                                 |
| 1014 kg/m³          |                |                                  | |
| 1015 kg/m³          | 1 Eg/m³        |                                  | |
| 1016 kg/m³          |                |                                  | |
| 1017 kg/m³          |                | 2×1017 kg/m³                     | Nucleo atomico e stella di neutroni                                                                     |
| 1018 kg/m³          | 1 Zm/m³        |                                  | |
| 1019 kg/m³          |                |                                  | |
| 1020 kg/m³          |                |                                  | |
| 1021 kg/m³          | 1 Yg/m³        |                                  | |
| …                   |                |                                  | |
| 1096 kg/m³          |                | 5,1×1096 kg/m³                   | Densità di Planck                                                                                       |